# Metodo di Vojta
Il metodo di Vojta prende il nome dal dottor Vaclav Vojta (12 luglio 1917 – 12 settembre 2000) che, dopo aver osservato il comportamento motorio patologico di molti bambini con Paralisi cerebrale infantile e dopo aver studiato le scoperte sulle scimmie che avevano avuto un'anossia cerebrale pre e post natale, vide che c'era un'analogia tra i deficit motori gravi dei bambini con Paralisi cerebrale infantile e i danni secondari scoperti nelle scimmie, per il mancato apporto funzionale da parte delle aree primitivamente lese.

## Storia
Questa tecnica fu abbozzata intorno alla seconda metà del XX secolo

## Applicazioni
Si tratta una metodica riabilitativa che si applica soprattutto ai bambini con problemi motori sin dall'età neonatale, ma trova un campo abbastanza aperto anche per i soggetti adulti con problemi neurologici.
Vojta ebbe l'intuizione che nei bambini con paralisi cerebrali infantili, era possibile evitare la strutturazione di uno schema motorio alterato, mediante la stimolazione precoce e ripetuta di afferenze fisiologiche, sfruttando la normale evoluzione filogenetica ed ontogenetica.
La stimolazione manuale di determinati distretti corporei, generalmente il gomito e il calcagno, (aree, denominate "zone di stimolo"), associate ad afferenze propriocettive posturali, inducono la comparsa di riflessi di locomozione.

## Riflessi
Vojta distingue un riflesso filogenetico di "strisciamento" e uno ontogentico che è il "rotolamento".
Questi riflessi compaiono normalmente verso il secondo-terzo mese di vita il primo, e dopo il quarto mese il secondo.
La tecnica di Vojta si basa sulla possibilità di indurli molto più precocemente possibili.
I due riflessi scatenano schemi di locomozione globale che impegnano capo, tronco ed arti che si muovono nello spazio con coordinazione reciproca. Essi favoriscono inoltre meccanismi di raddrizzamento e reazioni posturali.

## Principi generali
- Ha rappresentato il 1° tentativo strutturato ed organizzato in campo riabilitativo di trattamento preventivo basato sulla diagnosi precoce attraverso lo screening neurologico.

- L'impostazione teorica e terapeutica si fonda sul concetto di prevenzione della patologia conclamata (= effetti secondari derivati dal danno primario al SNC).
- Le lesioni secondarie che colpiscono le vie e i centri efferenziali sono conseguenti all'inattività funzionale determinata dalle lesioni primarie delle vie e dei centri efferenziali.
- La deprivazione sensitiva e sensoriale incide anche sullo sviluppo e l'attività delle funzioni cerebrali (diminuiscono) anche più elementari come quelle vitali.
- Importanza della reattività posturale globale del neonato e dell'esame dei riflessi primitivi: 7 reazioni posturali (Landau, Vojta, Collis orizzontale, Collis verticale, Peiper-Isbert, Trazione, Sospensione ascellare) e unito a molti riflessi neonatali.
- Complessi di coordinazione e di locomozione: posseduti potenzialmente nel neonato e si realizzano dopo il 1°, il 2° o anche il 3º mese di vita: strisciamento, rotolamento.

Ogni schema di movimento possiede 3 componenti:
- componente posturale,
- componente del raddrizzamento,
- componente motoria fisica.

## Valutazione precoce
Classificazione degli Stati neurologici secondo Ingram: da qui parte Vojta.
- Primo stadio (1º stadio flessorio): è caratteristico delle prime settimane di vita ed è caratterizzato dagli Automatismi Primari.
- Secondo stadio (1º stadio estensorio): compreso tra la 7ª settimana di vita e la fine del 4º mese. Stadio di transizione tra la dominanza assoluta dell'attività arcaica e i primi elementi dell'attività volontaria controllata e intenzionale.
- Terzo stadio (2º stadio flessorio): compreso tra i 4 e i 7/8 mesi scompaiono la maggior parte dei riflessi arcaici.
- Quarto stadio (2º stadio estensorio): è compreso tra gli 8/9 mesi e i 12/14 mesi.

### Reazioni posturali e osservazione
Vojta ne sceglie 7 per la valutazione neurologica del bambino perché hanno una tipica evoluzione in fasi.
Pone l'accento anche su quelli che definisce i segni neurologici dello sviluppo intellettivo.
In particolare: il sorriso, il riflesso oculo-facciale, il riflesso acustico-facciale, tutti i riflessi di difesa, riflessi nocicettivi: tutti riflessi che in assenza di lesioni sensitivo-sensoriali possono essere premonitori di danno neurologico.
1. Prova di trazione
2. Prova di Landau
3. Prova di sospensione ascellare
4. Riflesso di Vojta
5. Prova di Collins orizzontale
6. Prova di Collins verticale
7. Prova di Peiper

Vengono eseguiti sempre con la medesima sequenza, non c'è partecipazione, non si parla, no farsi guardare, è veloce, lo scopo è di evocare la competenza posturale automatica, non mediata dal bambino.

## Classificazione patologica
Attraverso lo screening neurologico vengono individuati bambini a rischio in base al numero di riflessi “mancati”. Se si mostrano con patologia grave e gravissima: vanno subito in trattamento mentre quelli con patologia lieve e medio-grave: sottoposti a controlli a scadenza quindicinale, attraverso la valutazione dei riflessi di posizione. 
Si hanno tanti falsi positivi e tanti “falsi negativi”.

## Terapia
Il trattamento è standardizzato: a tutti i bambini si evocano lo strisciamento riflesso e il rotolamento riflesso attraverso la stimolazione dei punti chiave è intensivo.
È utile per le lesioni periferiche non complete per ottenere contrazioni di gruppi muscolari per vie riflesse: attraverso sommazione spaziale-temporale (es. paralisi ostetrica del plesso brachiale.
L'efficacia del trattamento è legata alla tempestività pensando ci fosse un'alterazione da non uso strutturale.

### Limiti
- Manca totalmente l'approccio contestuale al bambino e l'attenzione all'interazione e comunicazione e all'impatto psicologico che la tecnica ha sulla famiglia;
- manca totalmente l'attenzione all'handling, alle modalità di spostamento, di interazione con il bambino;
- trattamento come somministrazione di un farmaco;
- i genitori spesso vengono meno a quello che deve essere il loro ruolo davanti agli occhi del bambino e diventano dei terapisti.